# إيج
ايج (بالفارسية: ایج) هي مدينة أثرية في جنوب شرق محافظة فارس في إيران. يقدر عدد سكانها بـ 6,233 نسمة .

## أعلام
- عضد الدين الإيجي